# Johann Sebastian Degler
Johann Sebastian Degler (* um 1670 in Weilheim; † 16. Juni 1730 in Bamberg) war ein deutscher Bildhauer. Er war ein Vertreter der „Weilheimer Schule“.

## Leben

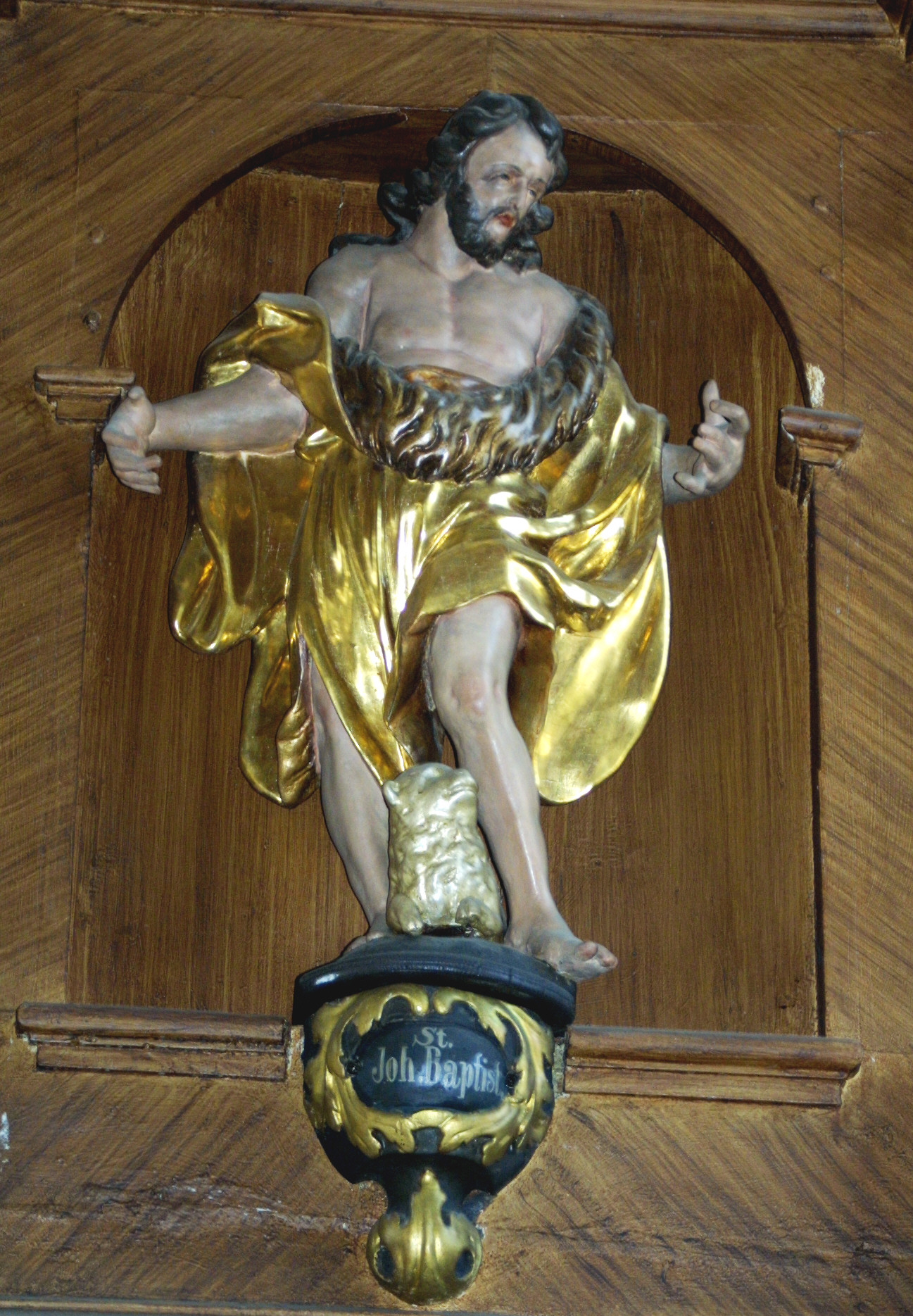
Johannes der Täufer in der Pfarrkirche von Memmelsdorf

Er entstammte einer Bildhauerfamilie aus Weilheim, welche ihre Tradition bis in das 16. Jahrhundert zurückverfolgen konnte. Mit seinem Bruder Ignaz Degler gehörte er  der letzten Generation dieser Familie an. Sie waren die Urenkel des Hans Degler, der in Weilheim die Bildhauertradition dieser Familie begründete.
Er lernte bei seinem Vater Ambros Degler; auf seiner Wanderschaft war er bei Johann Georg Götz in Bamberg gegen Ende des 17. Jahrhunderts Geselle. Nach dem Tode von Götz 1697 ehelichte er dessen Witwe und übernahm die Werkstatt in der Immunität St. Gangolf. Degler starb am 16. Juni 1730 in Bamberg ohne Leibeserben.
An der Ausstattung der Neuen Residenz und dem Schloss Weißenstein ob Pommersfelden arbeitete er mit.  Er wird als Kunsthandwerker für die Einrichtung der Oberen Pfarre zu Bamberg genannt. Für die Orgelempore der Pfarrkirche Mariä Himmelfahrt in Memmelsdorf schnitzte er 22 Engel- und Heiligenfiguren.
Seine Figuren sind oft an einer starken Drehung erkennbar und werden deshalb auch Achselzucker genannt.